# La Nazione
La Nazione est un quotidien généraliste italien, basé à Florence. En octobre 2008, il diffusait à 135 729 exemplaires.

## Description
Il forme un réseau pour sa diffusion sur internet avec deux quotidiens du même groupe éditorial (la S.p.A. Poligrafici editoriale): Il Resto del Carlino de Bologne et Il Giorno de Milan, qui porte le nom de QN - Quotidiano Nazionale.
Le romancier italien Elio Vittorini a travaillé comme relecteur au journal La Nazione.